# Prueba de color en línea
La prueba de color, o de contrato, en línea es el proceso realizado por diseñadores web, fotógrafos, agencias de marketing y empresas de producción de video, entre otros, para automatizar la revisión y aprobación de proyectos de trabajo. A medida que se realiza más trabajo en línea y los equipos colaboran de forma remota, este tipo de prueba de color virtual permite a las personas coordinarse para acelerar el proceso de diseño y mantener un seguimiento de auditoría en línea.
Proofing en línea también se han generalizado en la industria del comercio electrónico. Con las crecientes capacidades de Internet, las compañías que permiten a sus clientes diseñar o personalizar un producto en su sitio web han adoptado el proceso de prueba en línea como un método efectivo de control de calidad. La prueba en línea ahorra tiempo en el proceso de compra, mejora la experiencia del cliente y aumenta su satisfacción. 